# 杨应龙
杨应龙（1551年—1600年），第30任播州土司，活躍於明朝中葉。他發動反抗明朝的叛亂，在播州之役中戰敗自殺身亡。隨後，播州土司被明朝改土歸流。

## 生平
杨应龙是前任土司杨烈之子。隆庆六年（1572年），楊烈去世後，楊應龍繼承土司之位。十二月，楊應龍以播州宣慰司舍人的身份，被明朝授予播州宣慰使的官職，不世襲。
萬曆元年正月，楊應龍遣使獻馬匹、慶祝萬曆帝登基。二月，遣楊羙等進馬二匹賀登基。萬曆帝給楊應龍勑書，令其統撫夷民。萬曆四年十二月，楊應龍準備馬匹，差官趙鳳鳴等赴京進貢，及慶賀萬壽聖節。萬曆八年正月，差長官楊正芳進馬匹、慶賀萬壽聖節。萬曆九年十一月，遣長官趙仕賢等三員貢馬、賀萬壽聖節。萬曆十一年十一月，楊應龍貢馬、慶賀萬壽聖節。萬曆十三年 十二月四日，遣長官何邦卿等來朝貢馬三十匹。
萬曆十五年四月，楊應龍向朝廷进献大木七十棵，其中多有質地好的木材。萬曆帝賞賜他飛魚服，陞授督指揮使職銜，仍給與誥命。九月，貴州巡撫舒應龍告發四川永寧宣撫司土婦奢世統、奢世續搆兵讎殺，水西土舍安國亨、播州土酋楊應龍貪賄助兵，原任迤西參將馬呈文廵捕防守無禁戢之能，乞行勘處。萬曆帝命撫按官勘奏。十月，楊應龍差長官何漢良等貢馬二匹慶賀萬壽聖節。萬曆十六年閏六月，楊應龍進獻大木。萬曆十六年七月，涼山一帶諸夷發動叛亂，楊應龍領兵協助明朝官軍鎮壓了叛亂，因播州兵作戰英勇，受到嘉獎。
楊應龍因為采辦木材之事而被明廷認為是有能力的土司，於是便著手擴大自身的權力。當時播州境內的五司（黃平、草塘、白泥、余慶、重安五司）、七姓（田、張、袁、盧、譚、羅、吳七姓）不堪其擾，便聯名上奏告發楊應龍謀反。萬曆十八年（1590年），貴州巡撫都御史葉夢熊以二十四大罪彈劾楊應龍，要求將其逮捕審問。四川巡按李化龍以防禦生苗還需要依賴播州土兵為由，要求暫免勘問，讓楊應龍戴罪立功。翌年，葉夢熊再提議將播州所轄的五司改土歸流、隸屬重慶府管轄，李化龍再次表示反對。
與此同時，播州發生了楊應龍殺死正妻張氏的事件。楊應龍於萬曆十年（1582年）在四川布政使的壽宴上結識石砫土司馬斗斛的夫人覃氏，回播州後，楊應龍說服張氏與覃氏結為異姓姐妹。後來楊應龍以為張氏賀壽為由邀請覃氏來播州住了一個月，與之交往甚密。覃氏回到石砫後生下馬千駟，時人多懷疑馬千駟是楊應龍的私生子，這令張氏十分忌恨。故此楊應龍十分忌恨張氏，將其逐回娘家居住。萬曆十四年（1586年），楊應龍在愛妾田雌鳳（一作田唯鳳）的唆使下派人殺害了正妻張氏和張氏之母。由於土司夫人作為朝廷的誥命夫人，也是被明廷認定為朝廷命官，其族人張時照便告發楊應龍謀反，因此明廷的注意。
万历二十年（1592年）底，王继光任四川巡抚。万历二十一年（1593年）正月，朝廷“严提勘结”杨应龙，擬以斬首之刑，楊應龍提出以繳納白銀二萬兩來贖罪。當時正值日本入侵朝鲜，杨应龙提出要帶領五千名播州兵前往朝鲜戴罪立功，得到明廷的允許，將其釋放。然而日軍已經退出朝鮮，明廷通告他不必再參戰，杨应龙率兵返回播州。四川巡抚王继光继续要求杨应龙去重庆接受勘问，杨应龙抗命不出。而在回到播州之後，楊應龍依然橫徵暴斂，因此再次被告發。王继光与总兵刘承嗣、参将郭成等会兵进剿，抵达娄山关（今贵州遵义北）。都司王之翰率兵进剿，被播州军击败。
萬曆二十二年（1594年），南京兵部侍郎邢玠總督貴州，明朝對播州的態度轉為懷柔政策。邢玠敦促楊應龍投降。楊應龍縛獻黃元等12人，向明廷繳納四萬兩黃金，並提出采辦木材。明廷將楊應龍削職為民，以其長子楊朝棟署理宣慰使印信，次子楊可棟扣留在重慶府作人質，待其贖罪金繳納完之後再放回。黃元、阿羔、阿苗等人則在重慶府被斬首。
万历二十四年（1596年）七月，楊可棟在重慶府死於非命。楊應龍多次要求重慶府送回楊可棟的遺體，重慶府方面卻以楊可棟的遺體作為籌碼，催促楊應龍儘快繳納贖罪金，激起楊應龍的極大憤怒。此後，楊應龍對明朝的態度開始强硬，並拒絕支付贖罪金。楊應龍的服飾、乘輿全都僭越，扁其門曰「半朝天子」，立子楊朝棟為後主，日夜與兒子楊朝棟、楊惟棟，弟弟楊兆龍、楊從龍，外司大总管何漢良、衙门大总管何廷玉等謀劃，分兵四掠。播州軍對生苗進行招撫，攻掠余慶、草塘，襲擊興隆、偏鎮、都匀等衛所，誅殺五司中的黃平、重安一族。翌年，播州軍攻打江津、南川、合江，將七姓中的袁子升處死；又侵略貴州的洪頭、高坪、新村等地，占領湖廣四十八屯。同時，搜出仇敵宋世臣、羅承恩並處決。贵州巡抚江东之不敌，全军覆没。
万历二十七年（1599年），在日本自朝鮮完全撤軍之後，明朝調集先前出兵朝鮮的軍隊，準備對播州發起總進攻。明廷以李化龍為兼兵部侍郎，節制川、湖、貴州諸軍事；以郭子章为右副都御史、贵州巡抚，共同向播州進軍。由於當時四川、貴州、湖廣的財政不足，為了籌措軍費，明朝對這些省份增加稅收。郭子章到任后，储备粮草，组建黔军，联合播州的敌对势力水西土司安疆臣出兵助战。
萬曆二十八年（1600年），楊應龍占領龍泉。駐扎重慶的李化龍領兵以八路大軍、每路各三萬人，分兵進擊，其中三成為官兵、七成為土兵。明軍動用先進的佛郎機砲參戰，播州兵僅裝備弓箭，被明軍大敗。協同作戰的苗族兵也被明軍策反。楊應龍退守海龍屯，遭到明軍的圍攻。7月14日，刘𬘩身先
士卒破土月二城，楊应龙是夜散数千金募死士拒战，诸苗人都骇散无人回应。楊应龙起身提刀自巡其垒，见四围营火烛天徬徨长叹泣,對妻子、兒子說：“若等自为计,吾不能复顾若矣"。15日凌晨海龍屯被攻破，楊應龍仓皇和妾侍周氏、何氏二人關門自縊身亡，焚燒宮室，其家屬、官員都被明軍抓獲。总兵吴广爭奪功勞，火熖中找出楊應龍尸體，中了火毒失声昏迷後甦醒。1601年1月29日，楊應龍屍體被帶至北京戮屍，其家屬、官員各被明朝凌遲、斬首、充軍。

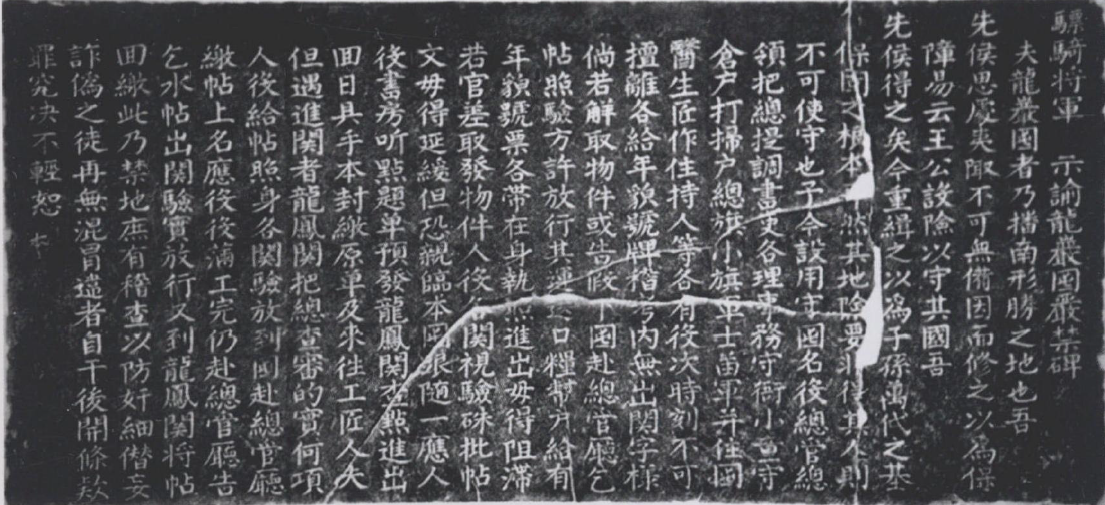
海龍屯出土《驃騎將軍示諭龍巖囤嚴禁碑》經文獻核對，楊家統治播州725年間，29代人中，只有楊應龍被封為驃騎將軍，故考古學者傾向於此碑文為楊應龍手書。

## 家族
- 父：楊烈

- 妻：張氏
- 妾：
  - 田氏（田雌鳳）
  - 周氏
  - 何氏

- 子：
  - 楊朝棟
  - 楊惟棟
  - 楊可棟
- 女：
  - 楊貞惠（嫁洪邊宣慰司宋承恩）[17]
  - 楊貞瑞（楊二公主。嫁石砫宣撫司宣撫馬斗斛次子馬千駟）[17]

## 影視形象
- 《夜天子》，2018年電視劇，羅嘉良飾